# Mwanza (stad in Tanzania)
Mwanza is een stad in Tanzania en is de hoofdplaats van de regio Mwanza.
In 2002 telde Mwanza 385.810 inwoners. Het is gelegen aan de zuidoever van het Victoriameer.
Mwanza is de zetel van een rooms-katholiek aartsbisdom.

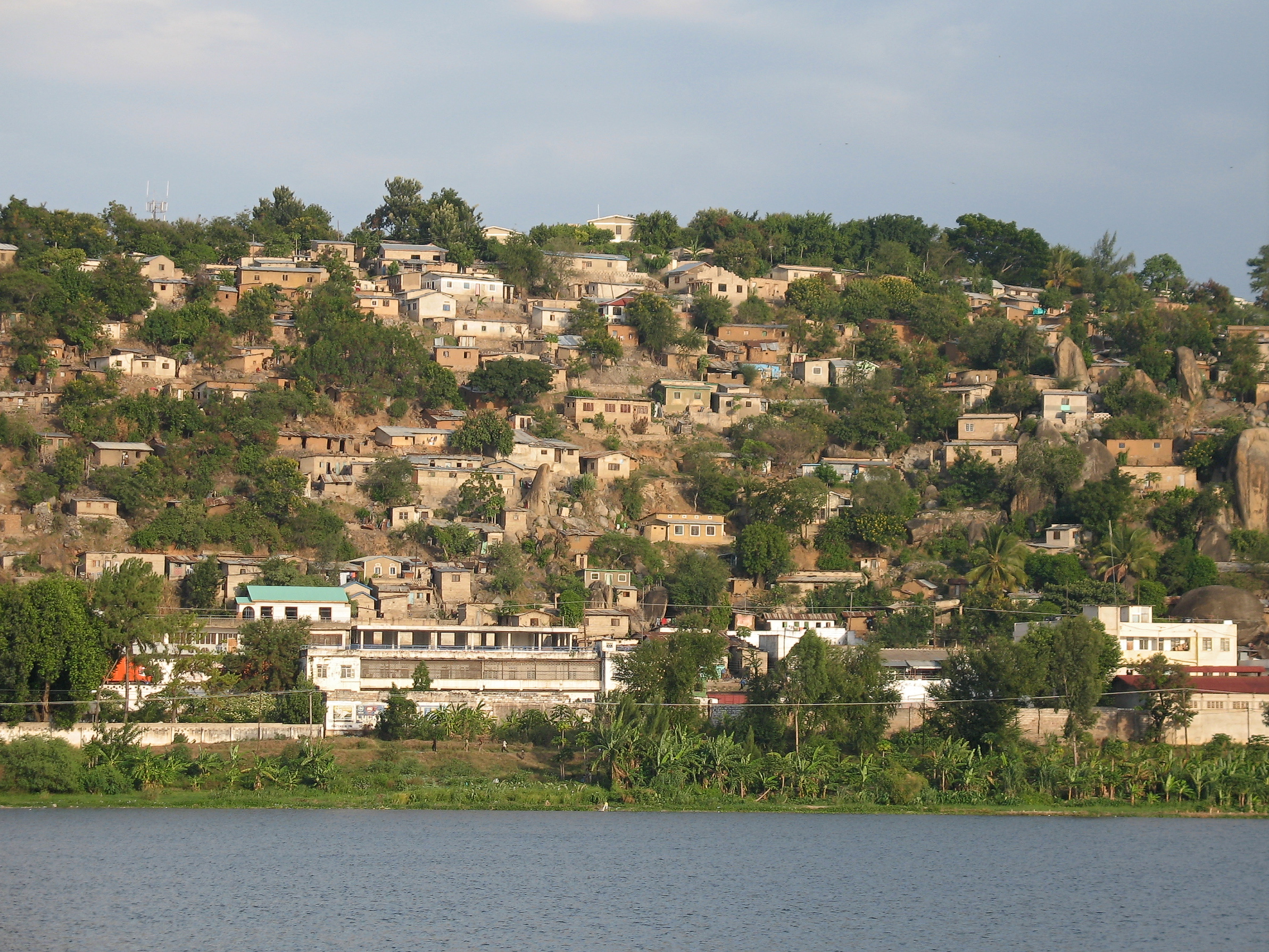
Mwanza